# J. P. Morgan, Jr.

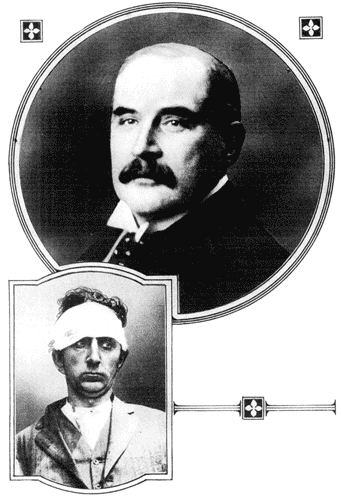
J. P. Morgan d. J. und sein Attentäter Erich Münter (kleines Bild)

John Pierpont Morgan (* 7. September 1867 in New York City; † 13. März 1943) war ein US-amerikanischer Unternehmer und Bankier. Er war der Sohn des Bankiers J. P. Morgan d. Ä.

## Biografie
1886 erwarb er einen Bachelor am Harvard College. 1890 heiratete er Jane Norton Grew, die Tochter eines Bostoner Bankiers und Mühlenbesitzers. Das Paar hatte zwei Söhne und zwei Töchter.
Nach dem Tod seines Vaters John Pierpont Morgan 1913 übernahm Morgan junior dessen Firmenimperium, eine der größten Unternehmensgruppen in den USA dieser Zeit mit den Schwerpunkten Eisenbahn, Banken, Schifffahrt, Telekommunikations- und Elektroindustrie.
Wie unter seinem Vater nahm der Konzern auch unter Morgan junior Einfluss auf die Politik der USA. So finanzierte er in den ersten Jahren des Ersten Weltkrieges französische und britische Lebensmittel- und Munitionskäufe sowie später Kriegsanleihen an diese Staaten. Die erste größere Anleihe über 12 Millionen US-Dollar gewährte er 1914 Russland. 1915 lieh er Frankreich 50 Millionen Dollar. Sämtliche Munitionskäufe Großbritanniens in den USA wurden über eine von Morgans Firmen abgewickelt. Zudem stand Morgan an der Spitze eines Syndikats von rund 2200 Banken, die im Verlauf des Krieges den Alliierten rund 500 Millionen Dollar liehen. Zudem hatte das Firmenimperium erheblichen Anteil an der Umstellung der US-Wirtschaft auf Kriegsproduktion, die ein militärisches Eingreifen in den Krieg ab dem 6. April 1917 erst möglich machte.
Am 3. Juli 1915 griff ein Attentäter, der sich Frank Holt nannte (sein tatsächlicher Name war Erich Münter) Morgan in seinem Landhaus in Glen Cove an, nachdem er zuvor einen Bombenanschlag auf das US-Kapitol verübt hatte. Holt schoss Morgan zweimal in den Unterleib. Damit wollte Holt die US-Wirtschaft von Waffenlieferungen an Großbritannien und Deutschland abhalten. Morgan wurde nur leicht verletzt und erholte sich bald vom Attentat.
Nach dem Ersten Weltkrieg gehörte Morgan dem Bankengremium an, das in Paris den Dawes-Plan ausarbeitete.
1920 stellte er sein Haus in London der US-Regierung als Unterkunft für eine Botschaft zur Verfügung. 1924 schuf er aus der großen Privatbibliothek seines Vaters die öffentliche Pierpont Morgan Library, die sich in den folgenden Jahren weiter vergrößerte. So erwarb er unter anderem vier Weingartner Handschriften, darunter das Berthold-Sakramentar. Heute ist sie in mehreren Gebäuden untergebracht und dient als Museum und Forschungsbibliothek.